# Драхаль, Давид
Да́вид Дра́халь (пол. Dawid Drachal; родился 31 января 2005) — польский футболист, полузащитник клуба «Ракув».

## Клубная карьера
Уроженец Радома, Давид выступал за молодёжные команды местных клубов «Бронь» и «Аякс», а затем за академию варшавского клуба «Эскола». В августе 2022 года подписал трёхлетний контракт с клубом «Медзь». 2 октября 2022 года дебютировал в матче Экстракласа (высшей лиги чемпионата Польши) против клуба «Сталь». Летом 2023 года перешёл в клуб «Ракув». 24 сентября 2023 года сделал хет-трик в матче Экстракласа против «Руха».

## Карьера в сборной
Выступал за сборные Польши до 17, до 18 и до 19 лет. В мае 2022 года в составе сборной Польши до 17 лет сыграл на юношеском чемпионате Европы в Израиле, забив гол в матче против будущего чемпиона — сборной Франции.

## Личная жизнь
Его отец, Анджей, тоже футболист.